# Pythium
Genre
Pythium est un genre de micro-organismes classés parmi les oomycètes. Ces champignons, autrefois classés parmi les Fungi, sont aujourd'hui rattachés aux straménopiles. Le genre Pythium comprend de nombreuses espèces parasites de plantes et quelques parasites d'animaux.

## Liste d'espèces
Selon ITIS (26 sept. 2011) :
- Pythium afertile Kanouse & T. Humphrey
- Pythium aphanidermatum (Edson) Fitzp.
- Pythium aquatile Höhnk
- Pythium debaryanum R. Hesse
- Pythium elongatum
- Pythium gracile Schenk
- Pythium imperfectum Hohnk, 1953
- Pythium inflatum V.D. Matthews
- Pythium marinum Sparrow
- Pythium maritimum Hohnk, 1939
- Pythium middletoni Sparrow
- Pythium monospermum Pringsh.
- Pythium ostracodes Drechsler
- Pythium pulchrum Minden
- Pythium salinum Hohnk, 1953
- Pythium thallassium
- Pythium ultimum Trow

## Fonte des semis
Plusieurs espèces font partie des microorganismes à l'origine de la pourriture pythienne, appelée communément « fonte des semis » ou « pythium ». Cette maladie courante affecte les racines des jeunes plantes qui sont atteintes de moisissure. Le pythium dû à l'humidité est un problème très courant notamment dans les serres ou dans les gazons, où ces Oomycètes font périr les jeunes pousses.
Prévention : propreté des eaux d’arrosage, aération des tunnels et des serres. L'apport d'algues marines de type lithothamne est également conseillé, en poudrage.